# 당신을 향한 노래
당신을 향한 노래는 CCM 곡 중의 하나로, 천태혁이 작사하고 진경이 작곡하였다. 멜로디가 비교적 간단하고 차분해서 익히기 쉽다는 특징이 있다. 특히, 이 노래는 많이 불리고 있는 CCM 가운데 하나로 꼽힌다.
노래 가사가 '아주 먼 옛날'로 시작돼 아주 먼 옛날로도 불린다.

## 커버곡
- 슈퍼주니어- Don't Don : '아주 먼 옛날' (14번, 리패키지 17번 트랙)